# 魏玛共和国上议院
魏玛共和国上議院（德語：Reichsrat，又譯參議院、聯邦議會或帝國委員會）是德国於魏玛共和国时期的立法機關之一部，与由人民选举产生的帝國議會相对，其性質屬於上議院，成员由德国各州任命，并参加了影响所有宪法变动和国家权限的立法。魏玛共和国上议院是德意志帝国联邦议院的继任机构。